# 四金化硅
四金化矽是一种无机化合物，化学式为SiAu4，在这种化合物中，金作为电子的接受体，显-1价。四金化硅作为金代矽烷的一种已被分离出来。其晶胞参数为a=5.658, c=5.605 A。SiAu4的LUMO和四个Si—Au成键轨道均与SiH4相似。
此外，负价的金和硅还可以形成Si3Au3等化合物。

## 拓展阅读
- P. Pyykko, Angew. Chem., Int. Ed. 41, 3573 (2002)
- Lai-Sheng Wang. Covalent gold. Physical Chemistry Chemical Physics, 2010, 12, 8694–8705